# هارولد برودر
هارولد برودر (بالإنجليزية: Harold Bruder)‏ هو رسام أمريكي، ولد في 31 أغسطس 1930 في نيويورك في الولايات المتحدة.

## وصلات خارجية
- الموقع الرسمي